# Lusitanops lusitanicus
Lusitanops lusitanicus é uma espécie de gastrópode do gênero Lusitanops, pertencente a família Raphitomidae.